# Sinantherina procera
Sinantherina procera är en hjuldjursart som först beskrevs av Thorpe 1893.  Sinantherina procera ingår i släktet Sinantherina och familjen Flosculariidae. Inga underarter finns listade i Catalogue of Life.